# David Fortunat Doktorič
David Fortunat Doktorič, slovenski rimokatoliški duhovnik, publicist in glasbenik, * 24. oktober 1887, Našice (Hrvaška), † 12. april 1962, Montevideo, Urugvaj.

## Življenje in delo
Starša sta bila, oče Ivan, uradnik, mati Terezija Paronetti, Furlanka iz Cervignana. Ko so očeta, ki je bil oskrbnik na veleposetvu grofa Pajčevića umorili, se je mati z devetletnim sinom vrnila v Červinjan. Mladega Davida je kasneje vzel k sebi na Dunaj stric, kjer je deček obiskoval ljudsko šolo. Po stričevi smrti je bil sprejet v ljubljansko Marijanišče in tam dokončal dva razreda gimnazije (1899-1901), nato pa v Gorici še ostale razrede gimnazije (1901-1907) in bogoslovje (1907-1911). V duhovnika je bil posvečen 26. julija 1911. Kot kaplan je najprej služboval na Placuti v Gorici, in bil hkrati po odstopu duhovnika Josipa Ujčiča, vodja Alojzivišča (1911-1913), nato pa kaplan pri Sv. Roku (1913-1914). Še pred  koncem 1. svetovne vojne ga je nadškof Sedej poklical v škofijsko pisarno v Gorico, ker je uredil od vojne razdejani arhiv. Obenem je bil imenovan za kaplana pri Sv. Roku (1918-1920) in nato pri Sv. Ignaciju (1920-1927). Pri Sv. Ignaciju je bil tudi organist in zborovodja. Italijanska fašistična oblast ga je zaradi narodnostnega delovanja preganjala in ga 1927 dokončno onemogočila, zato je marca 1928 odšel v Jugoslavijo. V ljubljanski škofiji je kot duhovnik najprej delal v Spodnjem Brniku nato pa v Radomljah (1928-1936). Ker se je po 1. svetovni vojni veliko Slovencev, posebej Primorcev, odselilo v Argentino je Doktorič septembra 1936 odšel v Buenos Aires. Poslanik Izidor Cankar ga je pregovoril, da je odšel v Urugvaj. Jeseni 1937 se je preselil v Montevideo, kjer je deloval kot konzularni izseljeniški dopisnik in hkrati pastiroval med slovenskimi in hrvaškimi verniki.
Doktorič je bil nadarjen glasbeni samouk, zborovodja in skladatelj. Že v Gorici je kot organist in zborovodja izšolal mešani pevski zbor. Organiziral je tečaje za organiste in zborovodje, pisal glasbene kritike, ter vodil akcijo za ustanovitev orglarske šole, za katero je tudi izdelal načrte. Kot praktični zborovodja je komponiral v glavnem zborovske skladbe. Napisal pa je tudi Zbirko preludijev, Sonato v treh stavkih in dve koračnici.

## Vir
1. ↑  Primorski slovenski biografski leksikon (1977). Snopič 4. Gorica: Goriška Mohorjeva  družba